# 米爾納峰
69°20′S 72°34′W / 69.333°S 72.567°W
米爾納峰（Mirnyy Peak），是南極洲的山峰，位於帕爾默地的羅斯柴爾德島北部，處於伊尼格馬峰東北面7公里，海拔高度750米，現時由南極條約體系管理。